# Victanapis warburton
Victanapis warburton är en spindelart som beskrevs av Norman I. Platnick och Forster 1989. Victanapis warburton ingår i släktet Victanapis och familjen Anapidae.
Artens utbredningsområde är Victoria, Australien. Inga underarter finns listade i Catalogue of Life.